# Claudio Nicolás Bravo
Claudio Nicolás Bravo (Lomas de Zamora, Gran Buenos Aires, Argentina, 13 de marzo de 1997) es un futbolista profesional argentino que se desempeña en la posición de lateral izquierdo y su equipo actual es Argentinos Juniors de la Primera División de Argentina.

## Trayectoria
Inició su carrera jugando en un club de Villa Rita, en el partido de Lomas de Zamora.estudio en el colegio n• 38 de Lomas de Zamora, Luego de probarse en varios equipos, recaló en las divisiones inferiores del Club Atlético Banfield.
Comenzó jugando de enganche, aunque con el tiempo fue mejorando sus cualidades defensivas para adaptarse al lateral izquierdo.
A los 15 años, poco antes de llegar a primera, sufrió una grave lesión en la rodilla que lo mantuvo un año inactivo.
Hizo su debut profesional el 24 de septiembre de 2017, en la goleada 4 a 0 sobre Rosario Central.
En 2019, tras una excelente temporada donde fue elegido figura del partido en repetidas ocasiones, integró la preselección al sub-23 de la Selección Argentina.

## Selección nacional

### Participaciones en Preolímpicos
| Torneo                        | Sede     | Resultado | Partidos | Goles |
| ----------------------------- | -------- | --------- | -------- | ----- |
| Preolímpico Sudamericano 2020 | Colombia | Campeón   | 6        | 0     |

#### Participaciones en Juegos Olímpicos
| Torneo                | Sede  | Resultado      | Partidos | Goles |
| --------------------- | ----- | -------------- | -------- | ----- |
| Juegos Olímpicos 2020 | Tokio | Fase de grupos | 2        | 0     |

## Estadísticas
- Actualizado hasta el 17 de enero de 2021.

| Banfield Argentina | 1.ª                 | 2017/18             | 9  | 0 | 0  | 0 | 0 | 0 | 9  | 0 | 0,00 |
| Banfield Argentina | 1.ª                 | 2018/19             | 17 | 0 | 3  | 0 | 2 | 0 | 22 | 0 | 0,00 |
| Banfield Argentina | 1.ª                 | 2019/20             | 17 | 0 | 2  | 0 | - | - | 19 | 0 | 0,00 |
| Banfield Argentina | 1.ª                 | 2020                | -  | - | 11 | 0 | - | - | 11 | 0 | 0,00 |
| Banfield Argentina | Total club          | Total club          | 43 | 0 | 16 | 0 | 2 | 0 | 61 | 0 | 0,00 |
| Total en su carrera | Total en su carrera | Total en su carrera | 43 | 0 | 16 | 0 | 2 | 0 | 61 | 0 | 0,00 |
| (1) Las copas nacionales se refiere a la Copa Argentina, a la Copa de la Superliga y a la Copa de la Liga Profesional. (2) Las copas internacionales se refiere a la Copa Libertadores y a la Copa Sudamericana. (3) Media de goles por encuentro. No incluye goles en partidos amistosos. |                     |                     |    |   |    |   |   |   |    |   |      |

## Palmarés

### Campeonatos internacionales
| Título                   | Club             | Sede     | Año  |
| ------------------------ | ---------------- | -------- | ---- |
| Preolímpico Sudamericano | Argentina Sub-23 | Colombia | 2020 |